# Zenon Uchnast
Zenon Uchnast (ur. 20 grudnia 1939 w Myszkowie) – polski duchowny, dr hab. nauk humanistycznych, profesor nadzwyczajny Instytutu Psychologii Wydziału Filozoficznego Akademii Ignatianum w Krakowie.

## Życiorys
Święcenia kapłańskie przyjął 22 grudnia 1962, jest duchownym archidiecezji częstochowskiej. W 1965 ukończył studia psychologiczne w Katolickim Uniwersytecie Lubelskim, w 1969 obronił pracę doktorską La tendance à l'actualisation du'moi'selon Carl Rogers et l'importance de son développement dans l'éducation, w 1981 habilitował się na podstawie pracy zatytułowanej Podmiotowe i przedmiotowe wymiary osobowości w świetle założeń psychologii humanistycznej. 
Pracował na stanowisku profesora w Filii Wydziale Nauk Społecznych KUL w Stalowej Woli. Był kierownikiem Zakładu Psychologii Różnic Indywidualnych i Diagnostyki Psychologicznej i dziekanem Wydziału Psychologii Wyższej Szkole Biznesu - National Louis University w Nowym Sączu oraz profesorem nadzwyczajnym w Instytucie Psychologii na Wydziale Filozoficznym Akademii Ignatianum w Krakowie i prodziekanem w Filii Wydziale Nauk Społecznych w Stalowej Woli Katolickiego Uniwersytetu Lubelskiego.